# Aillutticus viripotens
Aillutticus viripotens is een spinnensoort in de taxonomische indeling van de springspinnen (Salticidae).
Het dier behoort tot het geslacht Aillutticus. De wetenschappelijke naam van de soort werd voor het eerst geldig gepubliceerd in 2006 door Hipólito Ruiz López & Antonio D. Brescovit.